# Bethlehem (альбом)
Bethlehem (рус. Вифлеем) — восьмой студийный альбом немецкой дарк-метал-группы Bethlehem.

## Об альбоме
Альбом S.U.i.Z.i.D. (1998) группы Bethlehem был настолько депрессивным и тревожащим, что и не удивительно, что Niklas Kvarforth из Shining вдохновлялся этой записью, а Marilyn Manson был фанатом группы. Однако позднее Bethlehem или, точнее, единственный постоянный участник Jürgen Bartsch стал выпускать экспериментальные готические альбомы, вплоть до восьмого одноимённого альбома Bethlehem. Всё же это не возврат к истокам, а скорее омоложение путём добавления мелодичности.

## Список композиций
| №   | Название                              | Длительность |
| --- | ------------------------------------- | ------------ |
| 1.  | «Fickselbomber Panzerplauze»          | 4:11         |
| 2.  | «Kalt' Ritt in leicht faltiger Leere» | 5:28         |
| 3.  | «Kynokephale Freuden im Sumpfleben»   | 5:19         |
| 4.  | «Die Dunkelheit darbt»                | 3:17         |
| 5.  | «Gängel Gängel Gang»                  | 4:38         |
| 6.  | «Arg tot frohlockt kein Kind»         | 5:11         |
| 7.  | «Verderbnisheilung in sterbend' Mahr» | 5:42         |
| 8.  | «Wahn schmiedet Sarg»                 | 5:34         |
| 9.  | «Verdammnis straft gezügeltes Aas»    | 5:14         |
| 10. | «Kein Mampf mit Kutzenzangen»         | 6:28         |

## Над альбомом работали

### Участники группы
- Bartsch — Bass, Keyboards
- Wolz — Drums
- Karzov — Guitars, Keyboards
- Onielar — Vocals

### Прочие
- Bartsch — Layout
- Markus Stock — Producer, Engineering, Mastering